# Hoher Kopf (Neustadt)
Der Hohe Kopf ist ein Berg im Pfälzerwald.

## Geographie

### Lage
Der Berg befindet sich zum größten Teil innerhalb der Gemarkung der kreisfreien Stadt Neustadt an der Weinstraße, jedoch weitab von deren Siedlungsgebiet, auf der Gemarkung einer unbewohnten Waldexklave des Ortsbezirks Lachen-Speyerdorf. An seinem Westfuß befindet sich deren am weitesten westlich liegender Punkt. Lediglich der Südwestfuß mit dem Ort Breitenstein gehört zur Ortsgemeinde Esthal. Der sich nördlich anschließende Schloßberg bildet einen Gipfel des Hohen Kopfes.
An seinem Nordwestfuß fließt der Speyerbach und entlang des Südfußes der Argenbach. Benachbarte Berge sind unter anderem der Kropfsberg im Osten  und der Wassersteinberg im Nordwesten.

### Naturräumliche Zuordnung
1. Großregion 1. Ordnung: Schichtstufenland beiderseits des Oberrheingrabens
2. Großregion 2. Ordnung: Pfälzisch-Saarländisches Schichtstufenland
3. Großregion 3. Ordnung: Pfälzerwald
4. Region 4. Ordnung (Haupteinheit): Mittlerer Pfälzerwald

## Tourismus
Über dir Nordostflanke verläuft eine mit einem weiß-grünen Balken markierte Wanderroute, die von der Oberen Eselsmühle in Enkenbach-Alsenborn bis nach Maikammer führt. Über die Südflanke führt ein Wanderweg, der mit einem blau-roten Balken markiert ist und von Kirchheimbolanden bis nach Pirmasens führt.